# Харел Скаат
Харел Скаат (на иврит: הראל סקעת) е израелски певец, който представя Израел на Конкурса за песен на Евровизия 2010 в Осло с песента „Milim“ (Думи).

## Биография
Harel Skaat е роден в Кфар Сава, Израел на 8 август 1981 г. Когато е на 6 години, печели детското музикално състезание „Parpar Nechmad“.
През 2004 г. печели израелското реалити предаване „Kokhav Nolad“ (израелският "Мюзик Айдъл). След участието си в него добива изключителна популярност и печели много награди – „Мъж на годината 2006“, „Изпълнител на годината 2006“, „Песен на годината“ за Ve At и други.
През 2018 г. записва песента Im Nin'alu.
Омъжен е за Идан Рол, адвокат, манекен и депутат.